# Лю Оу
Лю Оу (кит. упр. 刘鸥, пиньинь Liú Ōu, род. 13 ноября 1986) — китайская спортсменка, занимающаяся синхронным плаванием, призёр Олимпийских игр.

## Биография
Лю Оу родилась в 1986 году в Чжаньцзяне провинции Гуандун. С 1997 года начала заниматься синхронным плаванием. В 2002 году вошла в молодёжную национальную сборную, с 2005 года — в национальной сборной.
В 2006 году Лю Оу стала обладательницей золотой медали Азиатских игр. На Олимпийских играх 2008 года Лю Оу завоевала бронзовую медаль в составе команды. В 2009 году на чемпионате мира по водным видам спорта она стала обладательницей одной серебряной медали и двух бронзовых. В 2010 году она завоевала две золотые медали Азиатских игр, в 2011 — четыре серебряные медали чемпионата мира. На Олимпийских играх 2012 года она опять стала обладательницей бронзовой медали — на этот раз в дуэте с Хуан Сюэчэнь.